# Erigonoplus sibiricus
Erigonoplus sibiricus is een spinnensoort in de taxonomische indeling van de hangmatspinnen (Linyphiidae).
Het dier behoort tot het geslacht Erigonoplus. De wetenschappelijke naam van de soort werd voor het eerst geldig gepubliceerd in 1997 door Kirill Yuryevich Eskov & Yuri M. Marusik.